# 知的障害
知的障害（ちてきしょうがい、英語: Intellectual Disability）とは、
1. 知的機能に制約があること
2. 適応行動に制約を伴う状態であること
3. 発達期に生じる障害であること

の3点で定義されるが、一般的には金銭管理・読み書き・計算など、日常生活や学校生活の上で頭脳を使う知的行動に支障があることを指す。
精神遅滞（せいしんちたい、英: mental retardation）とほぼ同義語であるが、一般的には医学用語上の用語として「精神遅滞」を用い、学校教育法上の用語として「知的障害」を用いる形で使い分ける。日本では、1950年代から学校教育法で精神薄弱（feeble-minded）という語が使われていたが、1998年に法改正を経て「知的障害」に変わった。アメリカ合衆国などでも、こうした障害は「精神遅滞」と呼ばれていたが、retardation（遅滞）という語の差別的な側面に配慮し「intellectual disability」との呼称が好まれるようになった。この分野の国際学会も病名などで「mental retardation」という表現を用いていたが、次回の改正で改名される予定である。
知的障害の有病率は、一般人口の約2～3%である。有病者の75～90%は軽度知的障害である。非共発性または特発性のケースが30～50%を占める。約1/4のケースは遺伝子疾患によって引き起こされ 、約5%のケースが両親から遺伝的なものである。 原因不明のケースは、2013年の時点で約9500万人が該当する。

## 法律上の定義
福祉施策の対象者としての知的障害者について定義する法令は存在するが、個々の法令において、その目的に応じた定義がなされている。客観的な基準を示さず、支援の必要性の有無・程度をもって知的障害者が定義されることもある。
客観的基準を示す法令にあっては、発達期（おおむね18歳未満）において遅滞が生じること、遅滞が明らかであること、遅滞により適応行動が困難であることの3つを要件とするものが多い。遅滞が明らかか否かの判断に際して「標準化された知能検査（田中ビネーやWISCやK-ABCなど）で知能指数が70ないし75未満（以下）のもの」といった定義がなされることもある。どちらも教育機関で習う問題を記憶されているかが大きな基準とされる。学校の勉強は単にやみくもに机に向かったからといって、確実に成果が表れるというものではなく費やした時間がまったくの無駄になってしまうこともあれば、倍の価値になって返ってくる結果もある為、覚え方の違いにより差が表れる。
1971年に「知的障害者の権利宣言」が国連で形成された。
1987年7月に、身体障害者雇用促進法が改正され、知的障害者（療育手帳所持者等）が法定雇用率の算定対象に加えられた。
1998年7月に知的障害者雇用が義務化され法定雇用率完全適用等が追加された。

## 症状
よくある傾向として、以下のようなものがある。
乳幼児期
同年齢の幼児との交流が上手くいかなかったり、言葉に遅れがあったりする場合が多い。染色体異常などの病理的原因（後述）の場合は早期に発見されることが多い。
学齢期（6 - 15歳ごろ）
判断力や記憶力などの問題で、通常学級の授業についていけない場合が多い。複雑なルールの遊びに参加することは困難である。複雑なルールが把握できる場合でも、周囲との人間関係の併用された考え方が困難な事がみられる。そういったストレスから、各種二次障害が発生する場合もある。また、義務教育ではない後期中等教育への進学に当たっては各種の問題がある。
成年期（18歳 - ）
高等教育への進学や一般的な職場への就労はハードルが高く、障害者雇用での就労や就労継続支援事業所・就労移行支援事業所等での福祉的就労を行う事が多い。また、日常的でない判断（高額な契約など）が難しく、時に判断を誤ることや、悪意の接触にだまされることがある。
検査結果から療育手帳を交付する事も可能な結果が出た場合でも、実際に福祉のサポートを受けるかを決めるのは本人の意思によるものではなく、本人の保護者が物差しを行う。

### 併発疾患
自閉症スペクトラム障害との関連性が指摘されており、ASD児童のうち45-60%は知的障害を併発しているとされる。ADHD(注意欠陥多動障害)やダウン症などもしばしばみられる。
知的障害者は認知症を発症するリスクが異例に高く、特に40代後半から50代でピークを迎えるという。また、肥満による糖尿病や高脂血症、心筋梗塞、脳梗塞などを起こすリスクが高いと報告されている。特に中等度や重度では、高血圧や糖分の摂り過ぎ、脂肪分の摂り過ぎなどと健康診断の結果で指摘されやすい。
自閉症を伴うほうでは健康状態に異常がある場合が特に多いとされ、未成年のうちに発作や精神状態などの理由で繰り返し入院させられるケースもある。莫大な医療費がかかることもある。

### 強度行動障害について
重度の知的障害を伴う自閉症児・者が対象になる。ひどいこだわりやパニック状態の繰り返し、自傷行為、噛みつき(他傷行為)、著しい多動などの問題行動が絶え間ない状態が続く。対処としては薬物療法と行動療法があげられる。

## 原因
小児では、3分の1から2分の1のケースは原因不明であり、両親からの遺伝は5%程度である。知的障害の原因であるが、それが遺伝しない遺伝子異常は、遺伝子発生の際の事故や変異によって発生したものである。そのような例としては、18番染色体が余分に発生すること（18トリソミー）、ダウン症候群が最も一般的である。 血管拡張型顔面症候群と胎児性アルコール症候群が次に多い。しかし、他にも多くの原因がある。
病理的要因
染色体異常・自閉症などの先天性疾患、出産時の酸素不足・脳の圧迫などの周産期の事故、生後の高熱の後遺症などの、疾患・事故などが原因の知的障害。
脳性麻痺やてんかんなどの脳の器質的な障害や、心臓病などの内部障害を合併している（重複障害）者もおり、身体的にも健康ではないことが多い。染色体異常が原因の場合は知的障害が中度・重度であったり、外見的に特徴的な容貌であることも多い。
生理的要因
特に知能が低くなる疾患をもつわけではないが、たまたま知能指数が低くて障害とみなされる範囲（IQ69または75以下）である場合。生理的要因から偶然にも遺伝子の組み合わせで生まれたことなどが原因である。多くは合併症をもたず、健康状態は良好である。知的障害者の大部分はこのタイプであり、知的障害は軽度・中度であることが多い。
心理的要因
養育者の虐待や会話の不足など、発育環境が原因で発生する知的障害。リハビリによって知能が回復することもある。関連用語に「情緒障害」がある。また、離島・山岳地帯・船上などの刺激が少ない環境で成育した児童も、IQが低くなる傾向にある（知能指数#生活環境を参照）。ただ、IQテストそのものが文明社会に馴染んだ者にとって有利な（○や△など抽象的な図柄を見分けるといった）問題であるため、たとえば都会生活を経験したことのない先住民族には不利な評価が下されることになる。先天性の遺伝のみが原因でもなく、育ち方や親からの扱われ方など生活環境の影響から本人の考え方や性格へと発達遅滞の原因となる場合もある。この場合、親のIQのことに本人は違和感を持っていない。逆に、元々の向上心が豊富な当事者ではあったものの、周囲からの見られ方から自信損失があり啓発意欲に興味が示せなくなる性格へと変わる事も原因となる。しかし、この場合は本人が周囲に対して違和感を抱く場合があり自分を変えようと考える事もあるが、改善へと導けるために当事者を協力できる人間は社会的に数少ないと言える。

## 診断
| IQ範囲  | IQ 分類              |
| ------- | -------------------- |
| 175以上 | Precocious           |
| 150–174 | Very superior        |
| 125–149 | Superior             |
| 115–124 | Very bright          |
| 105–114 | Bright               |
| 95–104  | Average （平均的）   |
| 85–94   | Dull                 |
| 75–84   | Borderline（境界例） |
| 50–74   | Morons               |
| 25–49   | Imbeciles            |
| 0–24    | Idiots               |

基本的には、知能指数が100に近い人ほど人数が多い。しかし、知能指数の種類によっては最重度まで正確な存在数比率を出せない場合もある。
歴史的には、Albert Julius LevineとLouis Marksは1928年の著書Testing Intelligence and Achievementにてカテゴリ分類を提案した。この表で用いられている表現は、知的障害のある個人を分類するための現代的な用語に由来するものである。
教育の分野では、軽度の生徒を「教育可能」、中度の生徒を「訓練可能」と分類する。医学的に考えると精神年齢は12歳以下と推定される（厚生労働省などの発表）。
ボーダー（境界域）
知能指数は70 - 85程度（精神年齢に換算すると11歳3か月以上12歳9か月未満）で、境界知能と呼ばれる。知的障害者とは認定されない。
軽度 F70
知能指数は50 - 69程度（7歳6か月以上11歳3か月未満）。理論上は知的障害者の8割あまりがこのカテゴリーに分類されるが、本人・周囲ともに障害の自認がないまま社会生活を営んでいるケースも多いため、認定数はこれより少なくなる。生理的要因による障害が多く、大半が若年期の健康状態は良好。
成人期に診断され、療育手帳が支給されないこともよくあるという。近年は障害者雇用促進のために、精神障害者保健福祉手帳（とくに3級程度）の所持者が増える傾向にある。
中等度（中度）F71
知能指数は35 - 49程度（5歳3か月以上7歳6か月未満）。合併症が多数と見られる。
精神疾患などを伴う場合は、療育手帳の1種(重度判定)を満たすこともできる。
重度 F72
知能指数は20 - 34程度（3歳以上5歳3か月未満）。大部分に合併症が見られる。多動や嗜好の偏りなどの問題が現れやすい。
自閉症を伴う場合、噛み付きやパニック、飛び出しなど問題行為が絶え間ないケースが多い。
精神障害者保健福祉手帳の対象とはならない。
最重度 F73
知能指数は19以下程度（精神年齢3歳未満）。大部分に合併症が見られる。寝たきりの場合も多い。しかし運動機能に問題がない場合、多動などの問題行為が課題となってくる。
重度と同様、精神障害者保健福祉手帳の対象とはならない。

### 多元的アプローチによる分類
多元的アプローチによる分類としては、以下のようなものが挙げられる。また、AAMR第9版においてなされている定義では、(1)精神遅滞の概念を広げること、(2)IQ値によって障害のレベルを分類することはやめること、(3)個人のニードを、適切なサポートのレベルに結びつけること、の3点を意図している。
一時的（intermittent）
必要なときだけの支援
限定的（limited）
期間限定ではあるが、継続的な性格の支援
長期的（extensive）
少なくともある環境においては定期的に必要な支援
全面的（pervasive）
いろいろな環境で長期的に、しかも強力に行う必要がある支援

### 大島分類表

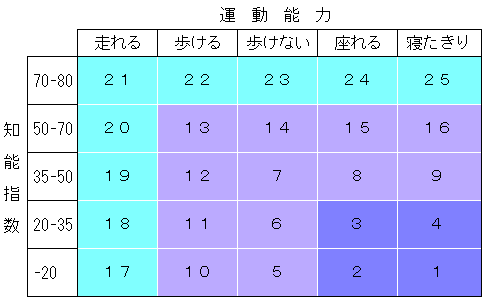
大島分類

運動能力と知能指数による分類として、大島一良による大島分類が使用されている。左の表は大島分類の表に障害別の大まかな分布範囲を表記したものであるが、個人差があることに注意されたい。
大島分類では、分類1 - 4に該当するものを定義上の「重症心身障害児」（ただし、児童福祉法上の話であり、学校教育法上は、重度重複障害の一種にすぎない）とし、分類5 - 9に該当するものを「周辺児」と呼んでいる。

### 判定
日本では以下の通り公的機関による知的障害の判定が行われる。
18歳未満の場合は児童福祉法に基づく児童相談所が知能指数と生活能力、就学能力を総合的に判断して知的障害の判定を行う。
18歳以上の場合は知的障害者福祉法に基づく知的障害者更生相談所（設置する地方自治体によって名称が異なる場合がある）が知能指数と生育歴、生活能力、就業能力を総合的に判断して知的障害の判定を行う。
都道府県知事もしくは政令指定都市の長は判定機関の判定書に基づいて療育手帳の交付を行う。
障害者雇用促進法においては児童相談所及び知的障害者更生相談所の他、地域障害者職業センターや精神保健福祉センター、精神保健指定医が職業能力評価の一環として知的障害の判定を行うことができる。
ただし同法に基づいた判定書は障害者雇用促進法に関する事項にのみ使うことができる。例えば知的障害の判定を受けた者は障害者雇用の対象になり、雇用率算定の対象となる。しかし、所得税法による障害者控除の対象とならず、療育手帳の交付事務に対しては参考材料にしかならない。

## 知的障害とその他の発達障害の関連

### 知的障害と自閉症

自閉症とアスペルガー症候群との比較

「自閉症」という障害は、知的障害があるもの（古典的自閉症）と、知的障害がないもの（高機能自閉症・アスペルガー症候群;いわゆる高機能PDDと称される）に便宜的に分類されているが、その他の関連した障害を含めて自閉症スペクトラム障害という連続した障害と分類されている。現在の精神障害の診断と統計マニュアル第5版では、(古典的)自閉症、アスペルガー症候群、高機能自閉症、特定不能の広汎性発達障害(PDD-NOS)の4つを包括し、自閉症スペクトラムと規定された。
広汎性発達障害(厳密には、知的障害のないものについては、高機能広汎性発達障害(いわゆる高機能PDD)となる)という用語がほぼ同義語として機能している。知的障害は、知能面(IQ)の全体的な障害であり、自閉症の本質であるコミュニケーション障害は、対人関係面を主とした障害である。昔から知られている種類の自閉症は狭義の自閉症のことであるが、これはコミュニケーション障害と知的障害が合わさったものである。近年知られてきた種類の自閉症である高機能自閉症は、コミュニケーション障害のみであり、知能指数の全体平均は知的障害の域に達しない。しかし、知能指数を要素別に計測すると、各要素間に大きな差が見られる。
軽度発達障害に使われる「軽度」、およびその一つにカテゴライズされる高機能広汎性発達障害（高機能PDDのことで高機能自閉症も含む）に使われる「高機能」とは、いずれも、本稿で説明されている「知的障害」がないながらも障害が発生している、というニュアンスで用いられており、決して、障害の度合いや複雑さなどを表す接頭辞として使われていない点に十分注意する必要がある。このため、近年では、「軽度」という用語では誤解を招く恐れがあることから、単に「発達障害」とのみいう場合や、「(軽度)発達障害」と表現するケースが多い。
「重度重複障害」などに使われる「重度」は、上述の「軽度」の対義語として使用されており、すなわち、「知的障害の度合いが重い重複障害」ということを意味する（ただし、主たる障害は知的障害以外にある点に注意）。
IQが35未満では、半数以上が自閉症を併発すると報告されている。

### 学習障害と知的障害の違い
学習障害は読み・書き・計算など学習面の障害があるが、会話能力・判断力などの知能の面では障害が認められない。知的障害は、学習面に加えて知能面にも障害を持つ。

## 社会における歴史と現状

### 呼称の変遷
以前は、「独:schwachsinn」「英:feeble mindedness」「英:mental deficiency」などの外来語の直訳として「精神薄弱（せいしんはくじゃく、略称・精薄）」という用語が広く使われており、法律用語にも多用されていたが、「精神」という言葉は人格も含むうえ、精神障害と混同されやすいため、関係団体などでは「知的障害」という用語が使われるようになった。2000年（平成12年）3月からは法律上の表記も、知能面のみに着目した「知的障害」という用語に改められた。
また、かつては重度知的障害を「白痴」、中度知的障害を「痴愚（ちぐ）」、軽度知的障害を「魯鈍・軽愚（ろどん、けいぐ）」と呼称しており、これらの用語は法律などにも散見されたが、偏見を煽るとして「重度」「中度」「軽度」という用語に改められた。
医学的な診断名には「英:mental retardation:MR」の訳として「精神遅滞（せいしんちたい）」、「精神発達遅滞（せいしんはったつちたい）」という用語が用いられる。これらは「知的障害」と同じ意味で使われる場合が多い。ただし、厳密な医学的分類では「精神遅滞」・「精神発達遅滞」と「知的障害」を使い分ける場合もある。DSM-IVやアメリカ精神遅滞学会 (AAMR) の定義では、「精神遅滞」は「知的障害」の症状に加えて生活面、すなわち「意思伝達・自己管理・家庭生活・対人技能・地域社会資源の利用・自律性・学習能力・仕事・余暇・健康・安全」のうち、2種類以上の面にも適応問題がある場合をさす。しかし、こういった生活面に適応問題があるかどうかを判断するのは難しく、現実的には知能のみで判断しているので、知的障害と精神遅滞は同義語だと考えても差し支えない。
現在では、教育分野や行政やマスコミなどでは、「知的障害」や「知的発達障害」や「知的発達遅滞」と呼ばれることが多く、医学関係では、「精神遅滞」や「精神発達遅滞」と呼ばれることが多い。

### 日本国外での歴史
19世紀以前にも重度の知的障害者はいたが、軽度の知的障害者の場合は、それほど支障なく社会生活を送れていた。しかし、近代的な学校制度が普及するにつれて、年齢主義的な進級制度が広く行われるようになり、年齢基準の学年編成では、遅れをとる児童の存在が無視できなくなった。そのような児童生徒は、単純な怠惰や学業への無関心のために成績が悪い生徒と、努力しても成績が悪い生徒の2種類に分類できた。1905年に、フランスのアルフレッド・ビネーが世界初の知能検査を公表したが、これ以降、知的障害の児童は、厳密な診断のものさしで区分されることになった。ビネーの死後、知能検査はさまざまな心理学者によって改良され、現在では知能指数を基にして知的障害を判定するようになった。かつては福祉国家スウェーデンの不妊手術をはじめ、諸外国でも知的障害者は社会的に抑圧されてきた。ナチス・ドイツにおいては他の先天性障害者とともに民族の血を劣化させるものとされ、T4作戦等による安楽死が実行された。

### 日本での歴史
江戸時代中期の医師（漢方医、古方派）で儒学者である香川修徳（香川修庵）は、その著書「一本堂行余医言（いっぽんどうこうよいげん）」の巻5にて「痴鵔」として記述している。
知的障害者福祉は民間から始まった。明治20年代に立教女学院教頭の職にあった石井亮一が、孤女学院（のちの滝乃川学園。東京都）を開設したことにはじまる。濃尾大地震の震災孤女を引き取った亮一は、孤女の中に知的障害児がいたことで強い関心を示し、アメリカへの二度にわたる留学を経て、日本初の知的障害者福祉施設滝乃川学園を開設したのが、日本における知的障害者福祉の先鞭である。亮一は、夫人筆子とともに知的障害者福祉事業に生涯をささげ、後には日本精神薄弱児愛護協会（現・日本知的障害者福祉協会）を設立した。
重度障害児には就学免除などが適用されていたが、特別支援学校は1979年に義務教育の学校となり、重度障害児も入学可能となった。
『障害者白書』令和6年版によると、総務省の「人口推計」を用いて算出した2016年（平成28年）10月1日時点の日本国内の知的障害者数は約109万4千人（在宅者約96万2千人、施設入所者約13万2千人）。
1948年、児童福祉法施行。精神薄弱児施設が規定された。
1960年、精神薄弱者福祉法（1999年、知的障害者福祉法）施行。精神薄弱者援護施設を規定。
1963年、重症心身障害児施設 第一びわこ学園（滋賀県）、開園。
1968年、愛知県心身障害者コロニー、開所。
1970年、大阪府立金剛コロニー、開所。
1971年、国立コロニー のぞみの園（国立のぞみの園。群馬県）、開所。
1981年、国際障害者年。
2006年、障害者自立支援法、施行。

### 公的支援
知的障害があると認定されると療育手帳が交付され、各種料金の免除などの特典が与えられる。自治体によって、「愛の手帳」や「緑の手帳」などの名称がある。また、障害年金や特別障害者手当などの制度もある。療育手帳などの福祉手帳は、社会福祉法の制度で65歳未満と制限されている。人口比で計算すると先進国各国では年々減少はしているが、開発途上国各国や後発開発途上国各国では減少が見られない国も多い。
知能指数の分布から予測すると、IQ70以下の人は2.27%（認知症を含む）存在するはずなので、理論的には日本の知的障害者数は284万人になる。しかし、公的に知的障害者とされている人は推計41万人であり、実際に存在するはずの障害者数と比較すると6分の1ないし7分の1であり、著しく少ない。また、上記の41万人のうち84%が療育手帳所持者であるが、軽度・中度の手帳の所持者が55%、重度・最重度の手帳の所持者が45%であり、理論上の出現頻度は障害が軽いほど多いので、それを考慮すると、軽度・中度の手帳所持者は実際の軽度・中度の人数のうちのごく一部であると考えられる。
軽度では精神障害者や発達障害者に準じた福祉制度があり、そのため精神障害者保健福祉手帳も申請しやすい。重度や最重度の場合は対象にはならない。
障害者手帳（身体障害者手帳を除く）の取得者は45万人に達している。
支援としては中等度・重度・最重度は療育を専門としているが、軽度では精神福祉科も担当している。
自閉症を併発している者は30万人に達するとも言われている。
なお、知的障害を伴わない高機能自閉症は100万人前後だと推定されている。

#### 就労支援
特に就労支援においては今後、本人が安心していられるよう知的障害に配慮した職場環境の整備、職場において本人を支援するコーディネーターの設置、雇用契約の改善、就労支援の充実と社会的包摂、職場や職種の選択肢の幅を広げ社会参加の機会平等を保証することなどが強く求められる。

### 合理的配慮
障害者差別解消法に、合理的配慮の必要性が明記されている。多面的なアセスメントを実施し困難度を高めている要因を探るとともに、本人や保護者の意思およびニーズを丁寧に聞き取り、一人一人の実態やニーズに応じた合理的配慮を提供する。提供後も、経過観察や本人・保護者への聞き取りを通して、本人にとってより良い合理的配慮のあり方を絶えず模索し続けることが重要である。
このようにして、実態やニーズを丁寧に汲み取りながら様々な合理的配慮が提供される。その一例としては、以下のような配慮が考えられる。
- 様々な伝達手段を活用する：知的障害のある方に対して何かを伝えようとするとき、音声言語での伝達だけではなく、具体物や動画、絵カードや写真カードなどの視覚支援を用いると伝わりやすい。また、知的障害のある方が自らの気持ちを表出する際にも、様々なICT機器などを含む拡大・代替コミュニケーション手段の活用をサポートすることで、無理なく周囲に伝わるよう支援する[25][24][26]。